# Lijst van Dancesmashes in 2009
Deze hits waren in 2009 Dancesmash op Radio 538:
| Nr. | Bekendgemaakt op | Artiest                                                            | Titel                              | Hoogste positie in Top 40 |
| --- | ---------------- | ------------------------------------------------------------------ | ---------------------------------- | ------------------------- |
| 765 | 2 januari        | Kid Cudi vs. Crookers                                              | Day 'n' nite                       | 4                         |
| 766 | 9 januari        | Outsiders ft. Amanda Wilson                                        | Keep this fire burning             | 30                        |
| 767 | 16 januari       | David Guetta & Chris Willis ft. Steve Angello & Sebastian Ingrosso | Everytime we touch                 | 19                        |
| 768 | 23 januari       | Marco V                                                            | Coma aid                           | tip2                      |
| 769 | 30 januari       | Sander van Doorn vs. Robbie Williams                               | Close my eyes                      | 17                        |
| 770 | 6 februari       | Meck ft. Dino                                                      | So strong                          | tip2                      |
| 771 | 13 februari      | Markus Schulz                                                      | The new world                      | tip8                      |
| 772 | 20 februari      | D.O.N.S. & DBN ft. Kadoc                                           | The nighttrain                     | tip5                      |
| 773 | 27 februari      | Ferry Corsten ft. Betsie Larkin                                    | Made of love                       | 33                        |
| 774 | 6 maart          | Sidney Samson                                                      | Riverside                          | 14                        |
| 775 | 13 maart         | Ralvero ft. MC Boogshe                                             | Party people                       | 31                        |
| 776 | 20 maart         | R.I.O.                                                             | When the sun comes down            | 9                         |
| 777 | 27 maart         | Lasgo                                                              | Gone                               | 15                        |
| 778 | 3 april          | Peter Gelderblom                                                   | Lost                               | 33                        |
| 779 | 10 april         | DJ Jose                                                            | Like that                          | 31                        |
| 780 | 17 april         | The Dubguru                                                        | U got 2 know                       | tip2                      |
| 781 | 24 april         | Bob Sinclar ft. Hendogg, Master Gee & Wonder Mike                  | Lala song                          | 5                         |
| 782 | 1 mei            | David Guetta ft. Kelly Rowland                                     | When love takes over               | 2                         |
| 783 | 8 mei            | Chicane vs. Natasha Bedingfield                                    | Bruised water                      | 22                        |
| 784 | 15 mei           | AnnaGrace                                                          | Let the feelings go                | 28                        |
| 785 | 22 mei           | Basic Element ft. D-Flex                                           | Touch you right now                | 8                         |
| 786 | 29 mei           | Pitbull                                                            | I know you want me (Calle ocho)    | 1(5wk)                    |
| 787 | 5 juni           | Groovewatchers                                                     | Sexy girl                          | 33                        |
| 788 | 12 juni          | Dizzee Rascal & Armand van Helden                                  | Bonkers                            | tip5                      |
| 789 | 19 juni          | Quintino ft. Mitch Crown                                           | Heaven                             | 23                        |
| 790 | 26 juni          | Michel Cleis ft. Totó La Momposina                                 | La mezcla                          | 14                        |
| 791 | 3 juli           | Supafly Inc.                                                       | She's part of history              | 29                        |
| 792 | 10 juli          | Sono                                                               | Keep control (Fedde le Grand edit) | 25                        |
| 793 | 17 juli          | Silvio Ecomo & Chuckie                                             | Moombah!                           | 33                        |
| 794 | 24 juli          | Pitbull                                                            | Hotel room service                 | 14                        |
| 795 | 31 juli          | David May                                                          | Superstar                          | tip2                      |
| 796 | 7 augustus       | David Guetta ft. Akon                                              | Sexy bitch                         | 3                         |
| 797 | 14 augustus      | Cascada                                                            | Evacuate the dancefloor            | 1(2wk)                    |
| 798 | 21 augustus      | R.I.O.                                                             | After the love                     | 17                        |
| 799 | 28 augustus      | Markus Schulz                                                      | Do you dream                       | 27                        |
| 800 | 4 september      | The Ian Carey Project                                              | Get shaky                          | 13                        |
| 801 | 11 september     | Edward Maya ft. Vika Jigulina                                      | Stereo love                        | 1(2wk)                    |
| 802 | 18 september     | Chuckie & LMFAO                                                    | Let the bass kick in Miami bitch   | 17                        |
| 803 | 25 september     | Yanou                                                              | Brighter day                       | 28                        |
| 804 | 2 oktober        | Lasgo                                                              | Lost                               | 15                        |
| 805 | 9 oktober        | Tiësto ft. C.C. Sheffield                                          | Escape me                          | 22                        |
| 806 | 16 oktober       | Duck Sauce                                                         | Anyway                             | 25                        |
| 807 | 23 oktober       | Cascada                                                            | Fever                              | 24                        |
| 808 | 30 oktober       | Sidney Samson ft. Lady Bee & Bizzey                                | Let's go                           | tip7                      |
| 809 | 6 november       | Bob Taylor ft. Inna                                                | Déjà vu                            | 7                         |
| 810 | 13 november      | David Guetta ft. Estelle                                           | One love                           | 19                        |
| 811 | 20 november      | Ron van den Beuken & Maarten de Jong                               | Life's too short                   | tip7                      |
| 812 | 27 november      | Steve Aoki ft. Zuper Blahq                                         | I'm in the House                   | tip2                      |
| 813 | 4 december       | David Deejay ft. Dony                                              | Sexy thing                         | 22                        |
| 814 | 11 december      | AnnaGrace                                                          | Love keeps calling                 | 15                        |
| 815 | 18 december      | Wildboyz ft. Ameerah                                               | The sound of missing you           | 20                        |
| 816 | 25 december      | R.I.O.                                                             | Serenade                           | 30                        |

1994 ·
1995 ·
1996 ·
1997 ·
1998 ·
1999 ·
2000 ·
2001 ·
2002 ·
2003 ·
2004 ·
2005 ·
2006 ·
2007 ·
2008 ·
2009 ·
2010 ·
2011 ·
2012 ·
2013 ·
2014 ·
2015 ·
2016 ·
2017 ·
2018 ·
2019 ·
2020 ·
2021 ·
2022 ·
2023 ·
2024 ·
2025